# اداره فرسته

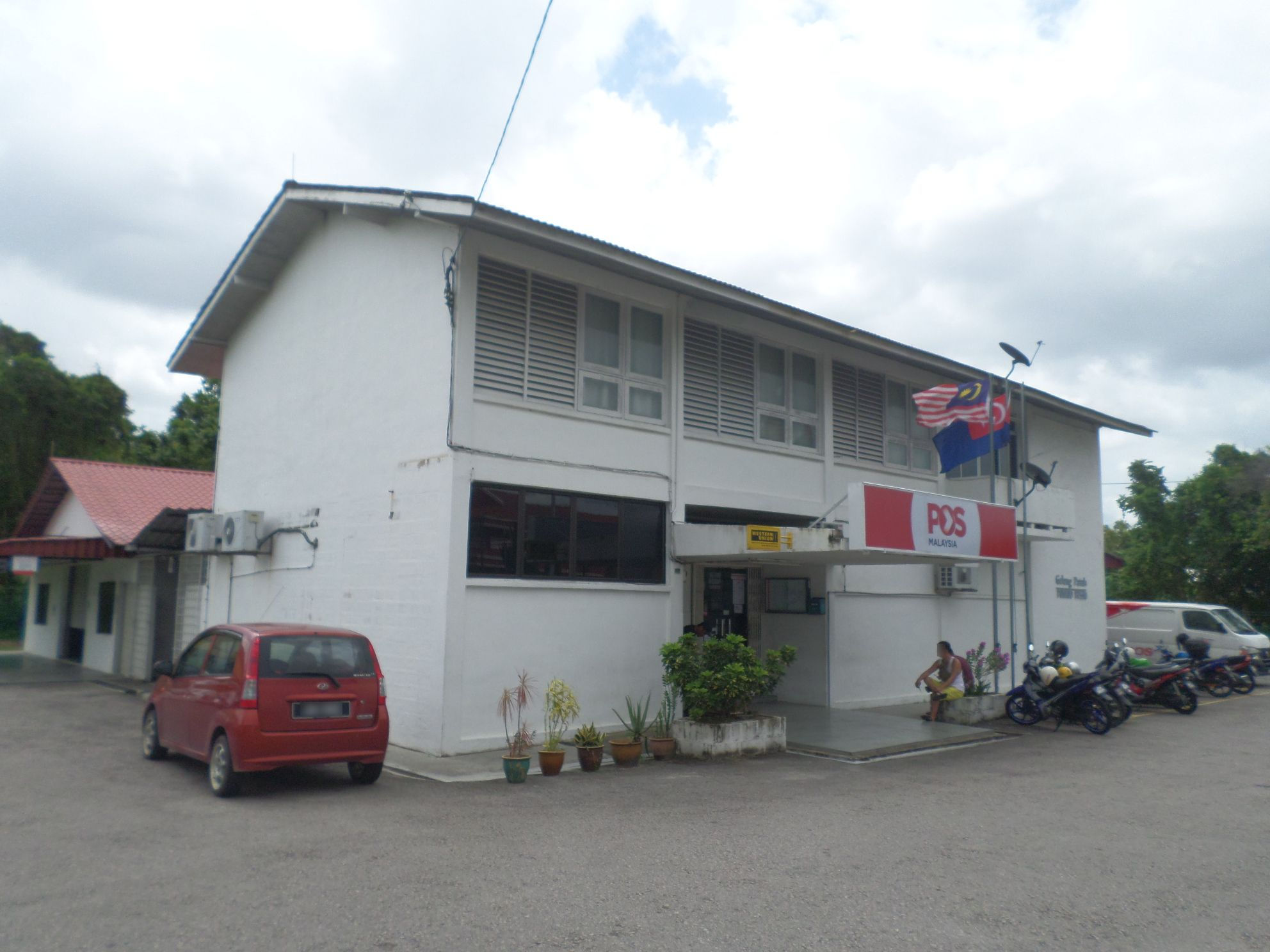
اداره پست

اداره پست یا پست خانه یک مرکز ارائه خدمات مشتری است که بخشی از سیستم پست ملی محسوب می‌شود. اداره پست خدماتی پستی مانند قبول نامه‌ها و مرسولات؛ تخصیص و تأمین صندوق پستی و فروش تمبر؛ بسته‌بندی مرسولات و فروش نوشت‌افزار را ارائه می‌دهد. علاوه بر این، بسیاری از دفاتر پستی خدماتی دیگر از قبیل: پذیرش فرم‌های دولتی (مانند درخواست گذرنامه)، انجام خدمات دولتی و هزینه ای و خدمات بانکی را نیز ارائه می‌دهند.